# Tanit
Pour les articles homonymes, voir Tanit (homonymie).
Ne doit pas être confondu avec Taanit (traité).

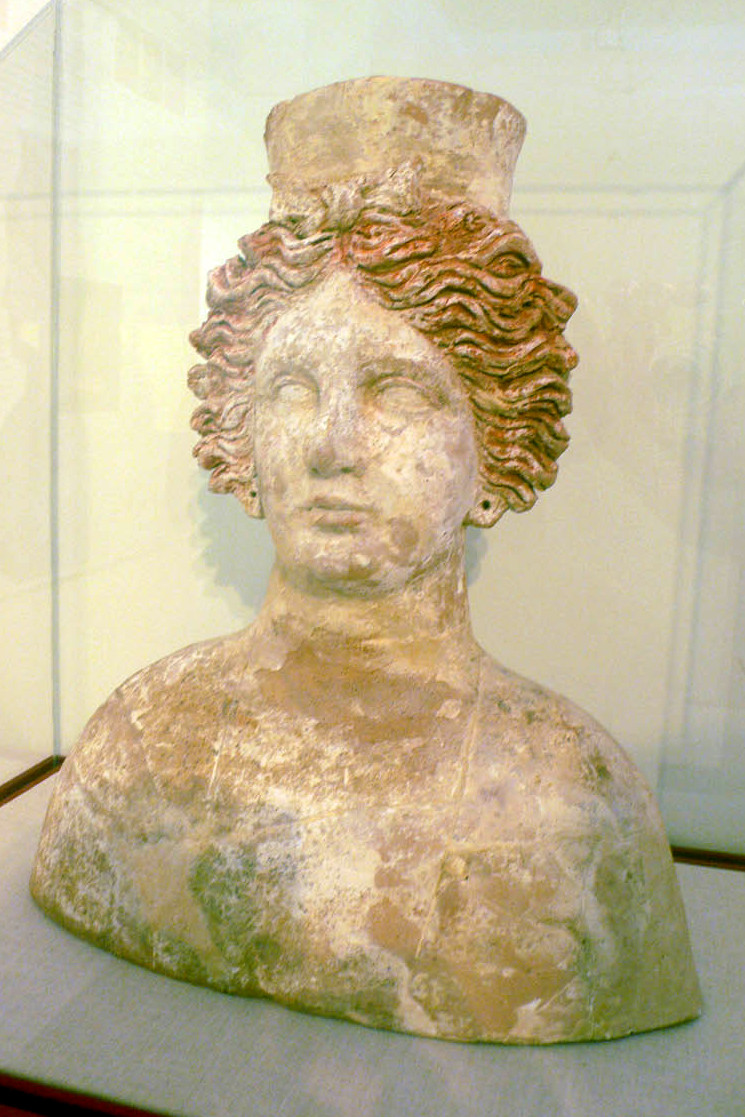
Buste qui a été identifié anciennement à la déesse Tanit, mais plus récemment identifié comme une représentation de la déesse grecque Démétertrouvé dans la nécropole de Puig des Molins, Ibiza, Espagne,

Tanit ou Tinnit est une déesse principale de Carthage chargée de veiller à la fertilité, aux naissances et à la croissance. Elle représente aussi la beauté féminine. Elle provient de la mythologie amazigh et est décrite comme la consorte de Baal Hammon,,. Comme Ammon est la divinité libyenne locale, Tannit aussi, elle représente l'aspect matriarcal de la société numide. Les Égyptiens l'identifient à Neith et les Grecs à Athéna,,,. Elle était la déesse de la sagesse, de la civilisation et de l'artisanat ; elle est la protectrice des villes et des maisons où elle est vénérée. Les anciens Nord-Africains avaient l'habitude de mettre son signe sur les pierres tombales et les maisons pour demander protection,. Ses temples principaux se trouvaient à Thinissut (Bir Bouregba, Tunisie), Cirta (Constantine, Algérie), Lambaesis (Batna, Algérie) et Theveste (Tebessa, Algérie),,. Elle avait une fête annuelle dans l'Antiquité qui persiste encore aujourd'hui dans de nombreuses régions d'Afrique du Nord et qui a été interdite par Mouammar Kadhafi en Libye, la considérant comme une fête païenne.
De nos jours, en arabe tunisien, il est courant d'invoquer Omek Tannou ou Oumouk Tangou (Mère Tannou ou Mère Tangou, selon les régions) dans les périodes de sécheresse pour apporter la pluie. Les arabes algérien et tunisien parlent également de culture Baali pour désigner l'agriculture non irriguée.

## Nom et appellations
Le culte de Tanit prit de l'ampleur dans la Carthage romaine (ancienne cité punique) en Tunisie où elle était surnommée Yemma (« mère »). Elle était la parèdre du dieu Ba'al Hammon (ou Ammûn).
Selon certaines sources, Didon (Elisha), princesse phénicienne, reine de Carthage serait l'avatar de Tinnit : de nombreux noms figurant dans la légende grecque de Didon sont d'origine phénicienne, donc probablement repris des récits phéniciens. Selon Marie-Pierre Noël, « Elishat/Elisha ou Alashiyya est un nom attesté à maintes reprises sur des ex-voto puniques ». Il est composé de El qui signifie « dieu » en phénicien, et -issa qui pourrait signifier « feu » ou « femme »,.
Son nom se retrouve avec des variantes : Tinnit, Tinêt, Tannou, Tangou.
Le nom exact retrouvé de Tanit est Tinnit. Le nom de la déesse est suivi de péné Baal (littéralement « face de Baal ») à partir de 400 av. J.-C. environ, ainsi que Tinit ou Tinêt.
Tanit est l'équivalent carthaginois de la déesse lunaire Astarté (Ishtar) ; ainsi, des spécialistes parlent de « Tanit-Astarté ». La déesse Tanit a été aussi interprétée par les Romains comme une forme particulière de Junon, Iuno Caelestis vite devenu Caelestis.
En Egypte, le nom de Tanit (Ta-Nit) signifie « Terre de Neith » - Neith étant une déesse de la guerre.

## Culte

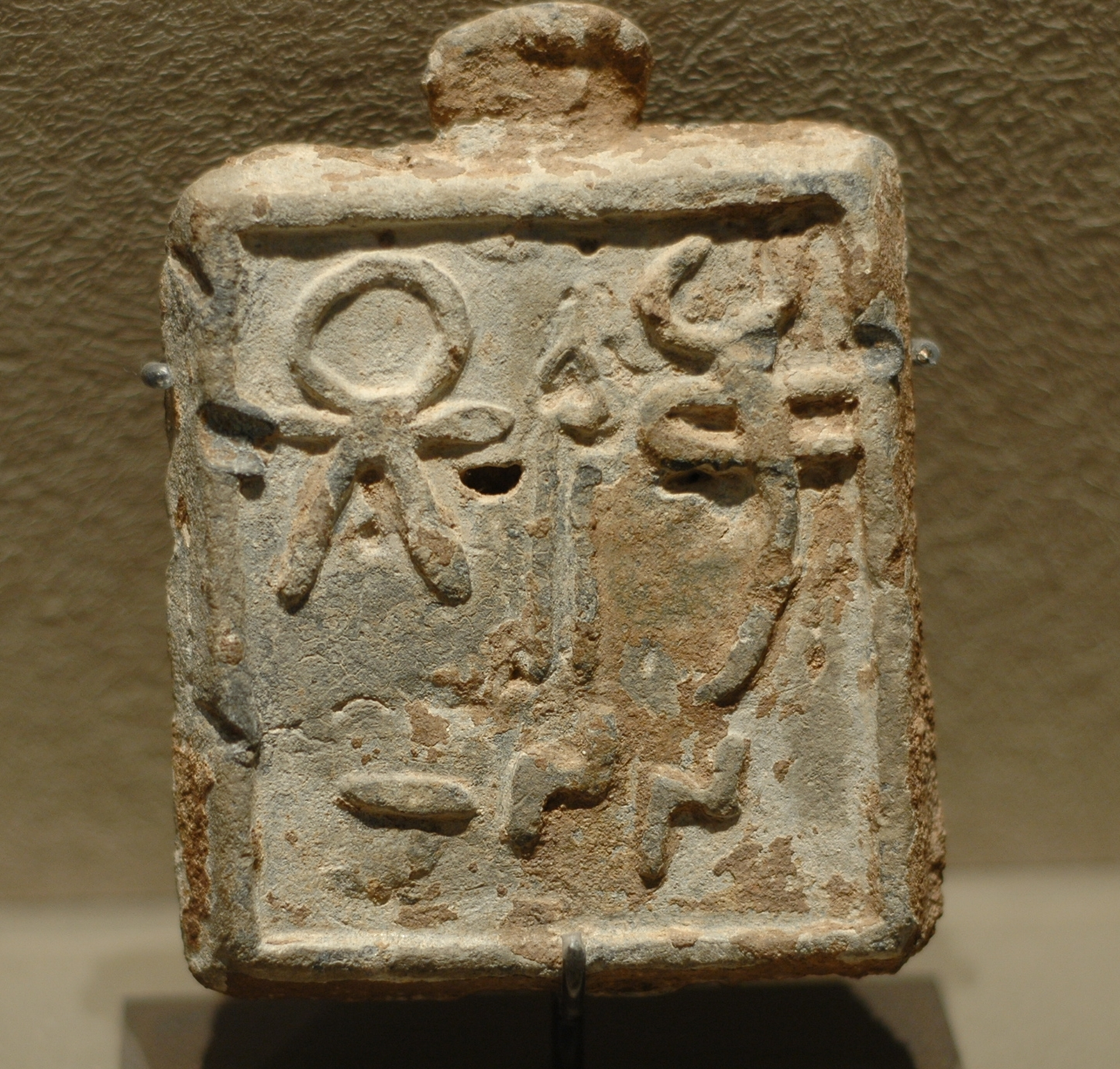
Poids carré en plomb portant le signe de Tanit à gauche, musée du Louvre

Outre son sanctuaire à Sarepta, l'un des endroits où le culte de Tanit a été découvert était  Kerkouane dans la péninsule de cap Bon (Watan el-Kibli) en Tunisie.
Tanit était adorée dans le monde punique, en Méditerranée occidentale, de Malte à Gades (future Cadix, au sud de la péninsule Ibérique) à l'époque hellénistique. À partir du Ve siècle av. J.-C., le culte de Tanit est donc associé à celui de Ba'al Hammon, le dieu principal de Carthage, lui-même assimilé aux dieux Cronos ou Saturne, selon Diodore de Sicile ou Plutarque. Il est donné ainsi à Tanit l'épithète pene baal (« visage de Baal ») et le titre de Rabat, la forme féminine de rab (« tête »). En Afrique du Nord où les inscriptions et les supports liés au dieu Baal Hammon sont abondants, elle figurait une déesse céleste de la guerre, une déesse mère virginale (non mariée) et infirmière et, moins précisément, un symbole de fertilité, dans ses formes les plus féminines.
Des fouilles dans l'ancien cimetière de Tyr ont montré que des inscriptions funéraires remontant aux derniers siècles avant J.-C., qui laissent apparaître les noms de Tanit et de Hammon, les premières divinités de Carthage, au milieu de ceux de Melkart, Baal, Astarté, El ou Eshmoun, autres divinités d'un espace plus vaste.
Longtemps après la chute de Carthage, Tanit était encore vénérée en Afrique du Nord sous Juno Caelestis pour son identification avec la déesse romaine Junon[Information douteuse]. Les anciens Berbères d'Afrique du Nord ont également adopté le culte punique de Tanit.
Dans la Tunisie actuelle, le souvenir du culte de Tanit et Baal reste présent dans quelques régions : on parle de cultures "Baali" (ba'li) pour dire « cultures non irriguées », sans doute pour montrer qu'elles dépendent uniquement du dieu Ba'al Hammon, et l'on chante à l'adresse d'Oummouk Tangou (tn. أمك يا نساء طلبت ربي عالشتاء), muni d'une poupée ou d'un bâton entouré de chiffons, pour que la pluie (chta) vienne.

### Sacrifice d'enfants

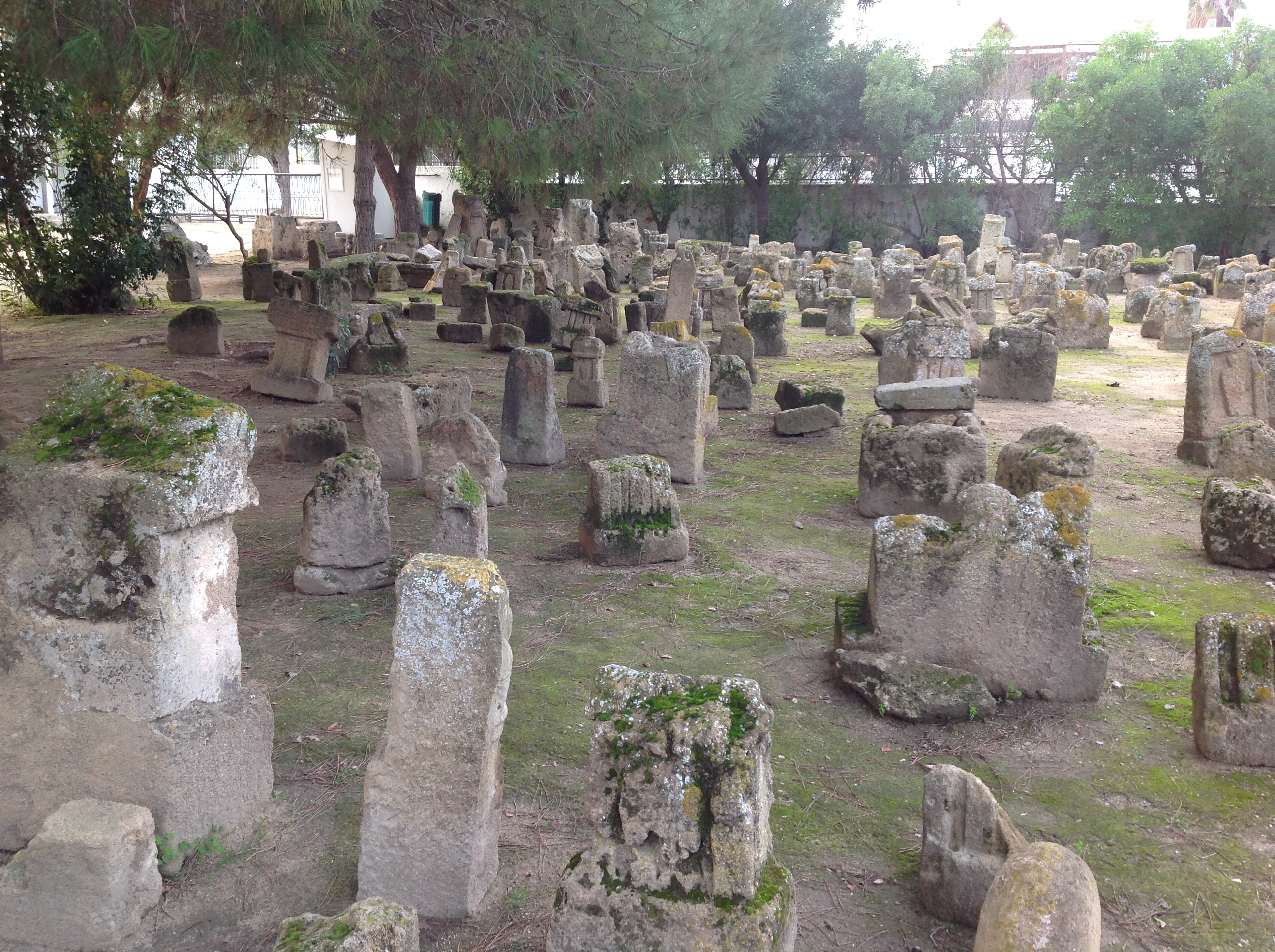
Tophet de Carthage, 2013.

Les origines de Tanit se trouvent au panthéon d'Ougarit dans le nord de la Syrie, en particulier chez la déesse ougarite Anat, une consommatrice de chair et de sang. Il existe des preuves importantes, bien que prêtant à interprétation, à la fois archéologiques et dans certaines sources écrites liées au sacrifice d'enfants dans le cadre du culte de Baal Hammon et de Tanit.
Les sacrifices d'enfants dans le culte de Tanit et du dieu qui lui est associé ont été mis au jour par les découvertes archéologiques en 1921 au Tophet de Carthage, ancienne aire dédiée aux divinités et surnommée « Tophet de Salammbö ». Selon le théologien et chroniqueur chrétien d'Afrique du Nord Tertullien, ces sacrifices ont eu lieu ouvertement jusqu'au règne de l'empereur Tibère (v. 14-37 apr. J.-C.). Ils se poursuivent même après leur interdiction par les autorités romaines (qui le punissaient par la crucifixion), comme l'ont révélé les excavations du second plus grand tophet nord-africain, situé à Hadrumète  (actuelle Sousse) en Tunisie.
Dès les années 1970, des fouilles et recherches dirigées par Lawrence E. Stager au Tophet de Carthage, ont montré la présence de restes incinérés d'agneaux, de chèvres mais aussi de fœtus, de nouveau-nés et de très jeunes enfants déposés dans quelque 20 000 urnes entre 400 et 200 avant notre ère. La pratique sacrificielle aurait été continue jusqu'aux premières années de la période chrétienne mais elle reste néanmoins contestée par certains chercheurs comme Sergio Ribichini, Sabatino Moscati ou d'autres anthropologues, qui soutiennent la thèse de la mort naturelle, face à Patricia Smith et ses confrères de l'Université hébraïque et de l'université de Harvard.
D'autres tophets de même acabit, sous le signe de Tanit et ayant fait l'objet d'études et d'analyses, se trouvent en Sicile et en Sardaigne, à Motyé, Bithia, Tharros ou Monte Sirai[réf. nécessaire].

## Signe et correspondances

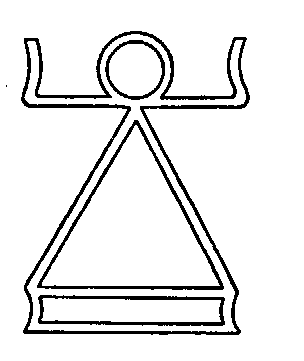
Signe de Tanit

### Signe de Tanit
Le signe de Tanit trouvé sur différents supports, des bijoux aux mosaïques, apparaît comme un trapèze fermé en haut par une ligne horizontale et surmonté au milieu d'un cercle ; les bras horizontaux sont souvent interrompus soit par deux petites lignes verticales à angle droit par rapport à eux ou par des crochets. Plus tard, le trapèze a quelquefois été remplacé par un triangle isocèle. Le symbole est interprété par le professeur danois de philologie sémitique philologie, F.O. Hvidberg-Hansen, comme une femme levant les mains. Ce signe pourrait être un symbole représentant une personne priant, les bras levés vers le ciel.
Il peut avoir une signification apotropaïque. On le retrouve très fréquemment sur les stèles carthaginoises. Denis Lépée propose une théorie étonnante[Quoi ?] sur l'influence du signe de Tanit dans l'architecture des grands lieux de pouvoir.
Hvidberg-Hansen note que Tanit est parfois représentée avec la tête d'un lion, montrant sa qualité de guerrière.
[Qui ?]Certains voient dans la croix d'Agadez (symbole touareg du Niger) la préservation du signe de Tanit[réf. nécessaire].

### Identification à d'autres divinités
Le sanctuaire de Tanit creusé dans Zarephath (ou Sarepta) dans la Phénicie du sud (actuel Liban), a révélé une inscription qui l'a identifiée pour la première fois à la déesse phénicienne Astarté (Ishtar). Aussi, plusieurs déesses grecques importantes (comme Didon) ont été assimilées à Tanit par le syncrétique graeca interpretatio qui reconnaît comme des divinités grecques des dieux de la plupart des cultures non-hellènes environnantes.

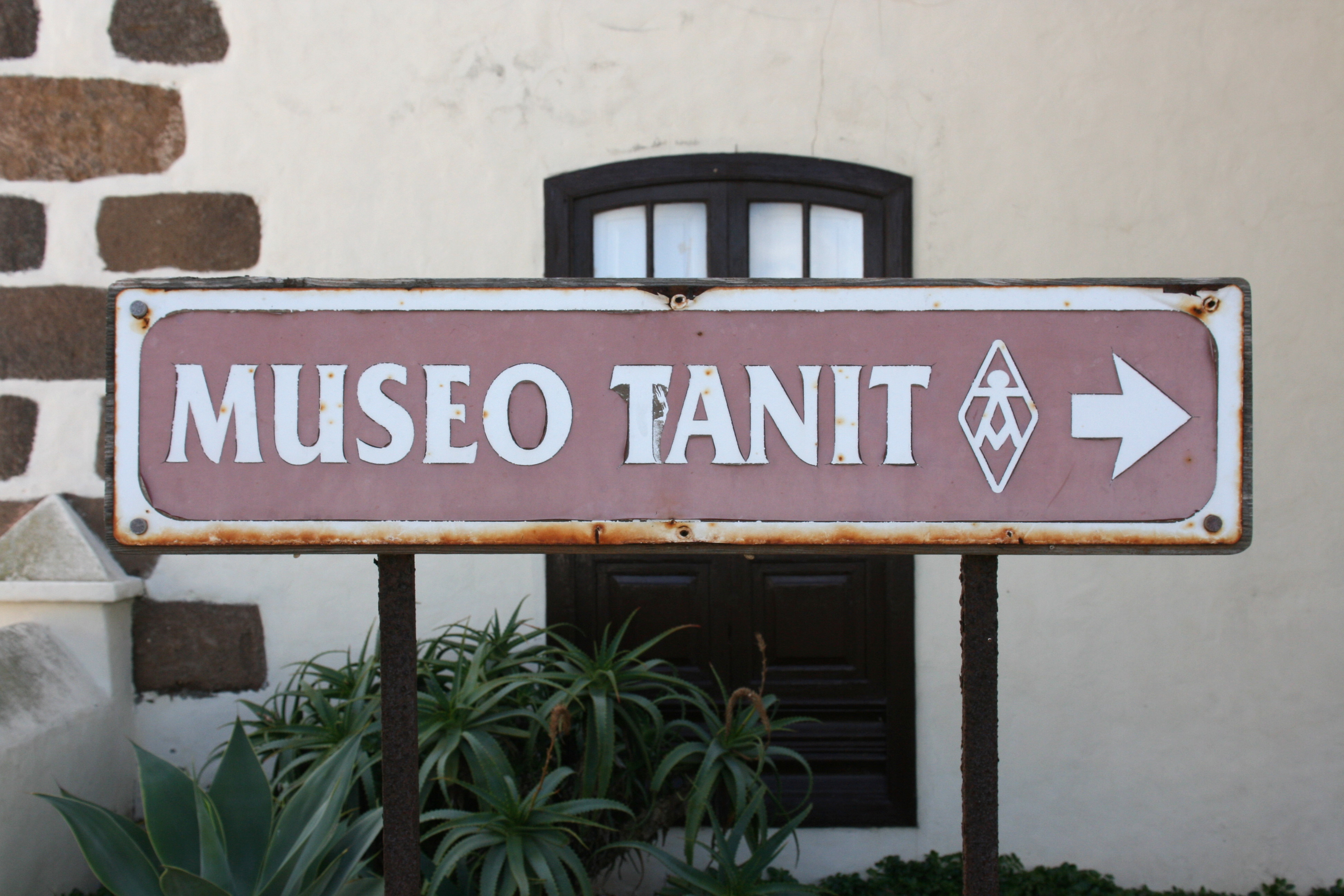
Musée ethnographique Tanit, Lanzarote, îles Canaries.

Ainsi, nombre de peuples et de cultures ont assimilé et partagé le culte punique de la déesse Tanit sous différentes formes ou appellations, probablement aussi grâce aux voyages, aux colonies et aux comptoirs phéniciens de Méditerranée : Grecs, Romains, Berbères, Egyptiens, Espagnols, Siciliens, Chypriotes, etc.

## Représentations dans les arts
Dans le roman historique Salammbô publié en 1862 par Gustave Flaubert, le personnage imaginaire éponyme est une prêtresse de Tanit. Mathô, le personnage principal masculin, un mercenaire libyen rebelle en guerre avec Carthage, entre dans le temple de la déesse et vole son voile.
Le Voile de Tanit est le titre de dialogues rédigés par l'aristocrate et écrivain mondain Henri de Saussine (comte Henri de Saussine de Pont de Gault), publiés chez Paul Ollendorf en 1902. La correspondance de Proust et celle de R. Martin du Gard font référence à cette œuvre.

La « petite Tanit-Zerga » dans L’Atlantide de Pierre Benoit (1920)  est une princesse « Sonrhaï » de Gao enlevée par les Touareg, esclave d’Antinéa dans le Hoggar. 

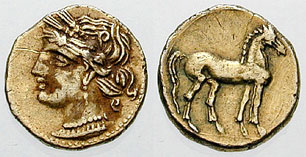
3/8 sicle, tête couronnée de Tanit portant bijoux, Zeugitane, Carthage, v. 218-202 av. J.C.

Dans la nouvelle de science-fiction d'Isaac Asimov parue en 1956, « The Dead Past », Arnold Potterley, professeur d'histoire ancienne, est obsédé par l'exonération des Carthaginois du sacrifice des enfants, et tente d'accéder au chronoscope, un dispositif qui permet l'observation directe les événements du passé. Finalement, l'obsession de Potterley avec le passé carthaginois a des effets considérables sur la société de nos jours.
Tanit est l'une des 1 038 femmes dont le nom figure sur le socle de l'œuvre contemporaine The Dinner Party de Judy Chicago. Elle y est associée à la déesse Ishtar, troisième convive de l'aile I de la table.
À la télévision, la série télévisée américaine Stargate SG-1 lui rend hommage en donnant son nom à un seigneur Goa'uld dont la première apparition se fait dans l'épisode 4 Destins croisés de la saison 4.
En Tunisie, plusieurs rues portent son nom, notamment à Carthage et à Tunis.
Dans la série télévisée d'animation Belphégor, le personnage éponyme est associé au signe de Tanit, qu'il porte notamment sur une chevalière, bien qu'aucun lien avec la divinité carthaginoise historique, ses attributs ou son culte ne soit fait[réf. nécessaire].